# سیلور لیک، شهرستان اسکس، نیوجرسی
سیلور لیک (به انگلیسی: Silver Lake) یک منطقهٔ مسکونی در ایالات متحده آمریکا است که در شهرستان اسکس، نیوجرسی واقع شده‌است. سیلور لیک ۰٫۸۴۵ کیلومتر مربع مساحت و ۴٬۲۴۳ نفر جمعیت دارد و ۳۴ متر بالاتر از سطح دریا واقع شده‌است.